# Día oscuro de Nueva Inglaterra
El Día oscuro en Nueva Inglaterra se refiere a un evento que sucedió el 19 de mayo de 1780, en el que se observó un inusual oscurecimiento del cielo a pleno mediodía en la región de Nueva Inglaterra, Estados Unidos.
El Día Oscuro tuvo lugar en el este de Canadá y en los seis estados que conforman la región de Nueva Inglaterra en los Estados Unidos (Maine, Nuevo Hampshire, Vermont, Massachusetts, Rhode Island y Connecticut) y fue descrito como "único en su especie", "inexplicable obscurecimiento" y "de extensión notable" por intelectuales y testigos.
Los periódicos de la fecha no hablan de nieblas ni incendio; los titulares daban cuenta acerca de un día sobrenatural, algo que jamás había ocurrido.[cita requerida]

## Causas
Profesores de la Universidad de Misuri creen que la causa principal fue la combinación del humo de un incendio forestal, una densa niebla y un día nublado y lluvioso. Esto concuerda con las crónicas que refieren que dos días antes del Día Oscuro, 17 y 18 de mayo, el cielo tenía un aspecto de humo y un tono rojo en el sol durante varias horas después del amanecer y antes de la puesta del sol. Samuel Williams o John Lathrop recogen que el agua de lluvia tenía un fuerte olor a cenizas. Con todo, el incendio específico al que hace referencia el estudio que sucedió en Canadá no se puede tomar con seguridad absoluta, pues la aproximación es sobre años, ya que se realiza a partir de los anillos de los árboles.
Las nieblas no podían seguir estando a las 10:00 AM, aunque fuera otoño; conste que era primavera. De manera que eso también está descartado. Los libros hablan de animales que se dirigían a sus cuadras de manera tranquila, cosa que no hubiese sido posible con la presencia de mucho humo.[cita requerida]

## Testimonios
Uno de los testimonios recogidos en aquel año de 1780 fue el del profesor Samuel Williams, en Cambridge (Massachusetts):

«Esta extraordinaria oscuridad se produjo entre las 10 y las 11 de la mañana y continuó hasta la mitad de la noche. En la mayor parte del país era tan grande, que la gente no podía leer la letra escrita, en pleno día, sin velas. Se extendió por todos los estados de Nueva Inglaterra, y en algunas direcciones probablemente mucho más lejos[.] El panorama llevaba la penumbra de la noche, de modo que las aves de corral se retiraron en todas partes a descansar, y los pájaros, después de haber cantado sus melodías vespertinas, desaparecieron y quedaron en silencio.»
Samuel Williams, An Account of a very uncommon Darkness, in the State of New England, May 19, 1780

Un comentario similar dio el reverendo Ebenezer Parkham, en Westborough (Massachusetts):

«A las 12, no podía leer en ninguna parte de la casa; nos vimos obligados a cenar a la luz de las velas. Era horrible y sorprendente».
Ebenezer Parkham